# 남자 멀리뛰기 대한민국 기록 추이
| # | 기록  | 바람 | 차이   | 선수   | 소속         | 날짜         | 대회명                                    | 개최 도시           | 경기장                         | 주석 및 기타         | 동영상 |
|   | 7m 66 | -    |        | 김원권 | 보성전문     | 1940. 06. 01 | 동아 경기 대회 육상 경기 대표 선발 예선회 | 일본 가시하라       | 가시하라 신궁 외원 육상 경기장 | 1위                  |        |
|   | 7m 71 | -    | + 5cm  | 이평송 | 국제상사     | 1978. 05. 21 | 제7회 전국 종별 육상 선수권 대회          | 대한민국 서울       | 서울 운동장                    | 38년만에 경신        |        |
|   | 7m 87 |      |        | 오상원 | 한국         | 2005. 09. 02 | 제16회 아시아육상경기선수권대회           | 대한민국 서울       | 인천 문학경기장                |                      |        |
|   | 7m 98 | -    | + 27cm | 김종일 | 청주고       | 1981. 06. 12 | 제4회 국제 주니어 육상 경기 대회          | 멕시코              |                                | 1위.                 |        |
|   | 8m 03 |      | + 5cm  | 김원진 | 한체대       | 1987. 06. 12 | 제15회 KBS배 전국 육상 경기 대회          | 대한민국 서울       | 잠실주경기장                   | [ 4 ]                |        |
|   | 8m 13 |      | + 10cm | 김덕현 | 광주광역시청 | 2008. 10. 14 | 제89회 전국 체육 대회                     | 대한민국 여수       | 여수 망미 경기장               | 21년만의 기록 경신임 |        |
|   | 8m 20 |      | + 7cm  | 김덕현 | 광주광역시청 | 2009. 07. 12 | 제25회 베오그라드 하계 유니버시아드       | 세르비아 베오그라드 | 스타디온 츠르베나 즈베즈다     |                      |        |

## 같이 보기
- 남자 멀리뛰기 세계 기록 추이
- 여자 멀리뛰기 대한민국 기록 추이
- 여자 멀리뛰기 세계 기록 추이